# スーパーネットワーク
株式会社スーパーネットワーク（SUPER NETWORK, INC.）は、スカパー!プレミアムサービス・スカパー!（東経110度CS放送）・ケーブルテレビなどへの番組供給事業者。
東北新社グループの一員。

## 沿革
- 1984年1月 - 株式会社日本映像ネットワークを設立。映像委託事業を開始。
- 1989年8月 - スーパーチャンネル共同事業体設立。
- 1989年9月 - スーパーチャンネル（現・スーパー!ドラマTV）配信開始。
- 1991年9月 - 日本映像ネットワーク、「LET's TRY」配信開始。
- 1993年11月 - スカイポートTVで「LET's TRY」放送開始（委託放送事業者はミサワバン）
- 1995年12月 -  スーパーチャンネル共同事業体を株式会社スーパーチャンネルに改組。
- 1996年1月 - スカイポートTVでスーパーチャンネル放送開始。
- 1996年2月 - LET's TRY、スカイポートTVでの放送終了。ケーブルテレビ向けの番組配信は継続。
- 1997年4月 - スーパーチャンネル・LET's TRY、パーフェクTV!（現・スカパー!プレミアムサービス）で放送開始。
- 1998年10月 - 日本映像ネットワークとスーパーチャンネルが合併、株式会社スーパーネットワークとなる。
- 2000年12月 - 株式会社ヒストリー チャンネル・ジャパン設立。現在はエーアンドイーネットワークスジャパン合同会社が運営
- 2001年1月 - LET's TRYに代わり、「ヒストリーチャンネル」放送開始。
- 2012年7月 - スカパー!e2（現・スカパー!）にてハイビジョン放送「スーパー!ドラマTV HD」放送開始。

## 配信しているチャンネル
- スーパー!ドラマTV - 海外ドラマ専門チャンネル。
  - 2006年7月1日に「スーパーチャンネル」から名称変更。
  - 2012年7月1日より、スカパー!（東経110度CS放送）にて直営放送を開始し、同日よりハイビジョン放送を開始。
  - 2017年9月より、東北新社メディアサービスに基幹放送事業を変更し、Ch.CS310にてハイビジョン放送中。

## 配信終了したチャンネル

### 放送終了チャンネル
- Let'S TRY - 趣味・教養専門。その後ヒストリーチャンネルに引き継がれた。

### ケーブルテレビ配信
- グリーンチャンネル - 競馬専門チャンネル。2007年12月31日付でスーパーネットワークからのケーブルテレビ配信を終了した（放送は現在もスカパー!・スカパー!プレミアムサービスにて継続中）。